# Кытай (село)
Кытай (кирг. Кытай, до 2024 года — Комсомольское, кирг. Комсомол) — село в Джети-Огузском районе Иссык-Кульской области Кыргызстана. Входит в состав Ырдыкского аильного округа. Код СОАТЕ — 41702 210 835 03 0.

## Население
По данным переписи 2009 года, в селе проживало 557 человек.